# Джордж Грей, 2-й граф Кент
Джордж Грей (англ. George Grey; 1454 — 25 декабря 1505) — 2-й граф Кент и 5-й барон Грей из Ратина с 1490 года, второй сын Эдмунда Грея, 1-го графа Кента, и леди Кэтрин Перси.

## Семья
Был женат первым браком на Анне Вудвилл, дочери Ричарда Вудвилла, 1-го графа Риверс и Жакетты Люксембургской. От этого брака родился единственный сын — Ричард (1481—1524).
После смерти Анны в 1489 году женился вторым браком на Кэтрин Герберт, дочери Уильяма Герберта, 1-го графа Пембрука и Энн Деверё. От этого брака родились:
- Энн Грей (1490—1545). Вышла замуж за Джона Хасси, 1-го барона Хасси Слифордского[англ.][1];
- Генри Грей, 4-й граф Кент[англ.] (около 1495—1562)[1];
- Энтони Грей, дед Энтони Грея, 9-го графа Кента[англ.][1].